# Exopeptidasa

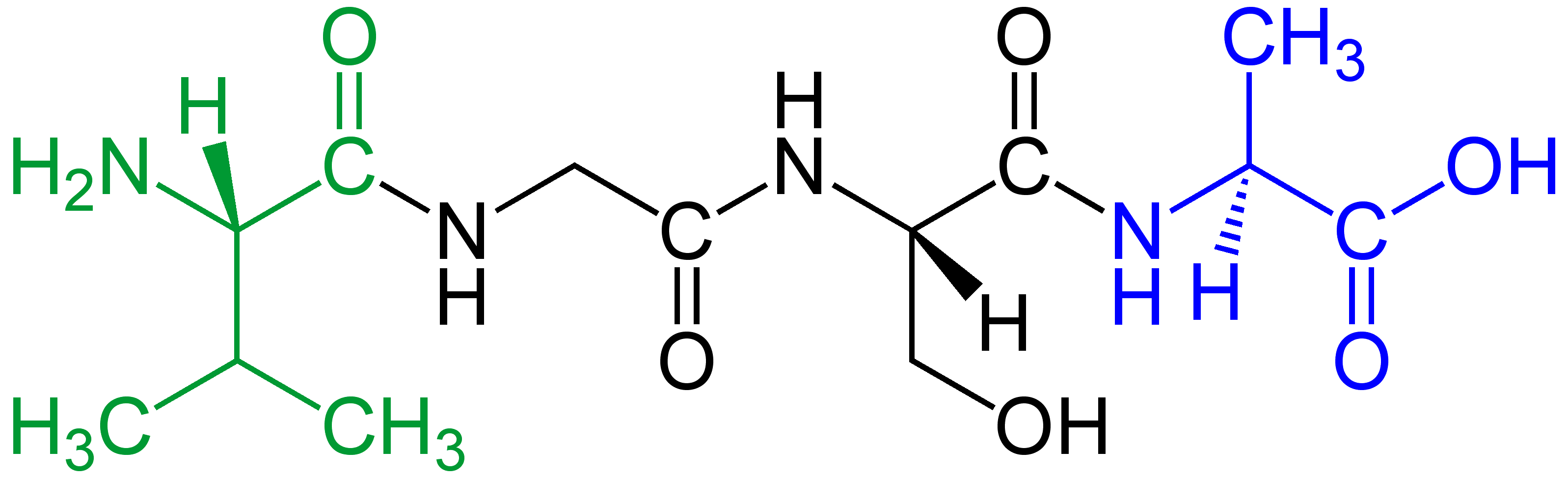
Un polipéptido formado por 4 aminoácidos: Valina, glicina, serina y alanina. Por la derecha termina en un grupo carboxilo COOH y por la izquierda en un grupo amino NH2

Las exopeptidasas (EC 3.4.11.-) son una familia de enzimas que se incluyen dentro de las enzimas proteolíticas o peptidasas, su función es separar el aminoácido final del extremo de una cadena de polipéptidos.

## Descripción
Las enzimas que hidrolizan enlaces peptídicos son designadas como proteasas, proteinasas, peptidasas o enzimas proteolíticas.  Siendo la denominación peptidasa la generalmente empleada. Cuando las peptidasas actúan sobre el aminoácido terminal de la cadena, se llaman exopeptidasas, por el contrario si actúan sobre la región central se denominan endopeptidasas. Las exopeptidasas se dividen en dos grupos: aminopeptidasas si actúan sobre el final de la cadena polipeptídica por el grupo amino terminal y carboxipeptidasas si lo hacen por el extremo en el que se encuentra el grupo carboxilo.